# Comuna Krapinske Toplice, Krapina-Zagorje
Krapinske Toplice este o comună în cantonul Krapina-Zagorje, Croația, având o populație de 5.367 de locuitori (2011).

## Demografie
Componența etnică a comunei Krapinske Toplice
     Croați (99,18%)
     Necunoscut (0,06%)
     Neclasificat (0,48%)
Componența confesională a comunei Krapinske Toplice
     Catolici (96,8%)
     Fără religie și atei (1,23%)
     Necunoscută (0,99%)
     Alte religii (0,99%)
Conform recensământului din 2011, comuna Krapinske Toplice avea 5.367 de locuitori. Din punct de vedere etnic, majoritatea locuitorilor (99,18%) erau croați. Apartenența etnică nu este cunoscută în cazul a 0,06% din locuitori. Din punct de vedere confesional, majoritatea locuitorilor (96,8%) erau catolici, cu o minoritate de persoane fără religie și atei (1,23%). Pentru 0,99% din locuitori nu este cunoscută apartenența confesională.